# NStigate Games
nStigate Gamesは、かつて存在したカリフォルニア州ノバートに拠点を置く米国のコンピュータゲーム開発企業である。もとはNihilistic Software（ニヒリスティック ソフトウェア）という名前であったが、2012年10月17日に社名を変更した。

## 歴史
ニヒリスティックはレイ・グレスコ、ロバート・ヒューブナー、スティーブ・ティーツェによって1998年3月に設立された。グレスコとヒューブナーは過去にルーカスアーツでの勤務経験があり、ティーツェはローグエンターテイメントで勤務していた。ニヒリスティックの従業員の多くは『ジェダイ・ナイト』のようなゲームを制作しているルーカスアーツより引き抜かれている。
ニヒリスティックによる最初のゲームはホワイトウルフのテーブルトークRPG『ヴァンパイア:ザ・マスカレード』原作とする『Vampire: The Masquerade - Redemption』であり、アクティビジョンによってMicrosoft WindowsとApple Macintosh向けソフトとして2000年に発売された。
次の作品としてニヒリスティックは『スタークラフト』の制作者であるブリザード・エンターテイメント監修の『スタークラフト:ゴースト』の開発を始めた。 2004年中頃にニヒリスティックは『スタークラフト：ゴースト』の制作を中止したが、中止理由は不明のままであった。制作計画は後にブリザードによって買収されるSwingin' Apeスタジオによって引き継がれたが、2006年3月にブリザードは『スタークラフト：ゴースト』を無期限延期にすると発表した。
2005年の間にニヒリスティックはマーベル・コミックの様々なスーパーヒーローによる対戦ゲーム『Marvel Nemesis: Rise of the Imperfects』の開発を完了した。『Marvel Nemesis: Rise of the Imperfects』はエレクトロニック・アーツによりPlayStation 2、Xbox及びニンテンドー ゲームキューブ向けに発売された。
ニヒリスティックは最初の「次世代」作品である『CONAN』をPlayStation 3とXbox 360向けに発売した。2007年3月のGame Informerの過去記事によると、Conanは作家のロバート・E・ハワードの有名なヒロイック・ファンタジーのヒーローである『英雄コナン』に基づくアクション・アドベンチャーゲームである。本作品は2007年10月23日にTHQによって発売された。
2009年の秋にコナミはニヒリスティックの最初のダウンロード配信作品『ゾンビ・アポカリプス』をXbox 360のXbox LiveとPlayStation 3のPlayStation Networkで発売した。ゾンビ・アポカリプスはゾンビが敵のアーケードスタイルのデュアルショックシューターである。
ニヒリスティックはPlayStation 3用(PlayStation Move専用)のゲーム『ガチンコヒーローズ』を開発し、2011年3月に発売された。
2012年5月29日、ニヒリスティック開発のPlayStation Vita用ソフト『RESISTANCE −アメリカ最後の抵抗−』が発売された。
2012年10月17日、ニヒリスティックはモバイルゲームに注力する事業再編を行い、社名を「nStigate」に変更した。
2012年11月13日、nStigate開発のVita用ソフト『コール オブ デューティ ブラックオプス ディクラシファイド』が発売された。本ゲームは貧弱なデザインと技術的な問題で多くの批難を浴びた。

## ゲーム
| 作品名                                                   | 発売年 | プラットフォーム                       | Metacritic                                     | 注記 |
| -------------------------------------------------------- | ------ | -------------------------------------- | ---------------------------------------------- | ---- |
| Vampire: The Masquerade - Redemption                     | 2000   | Microsoft Windows, Apple Macintosh     | 74/100                                         |      |
| Marvel Nemesis: Rise of the Imperfects                   | 2005   | PlayStation 2, Xbox, Nintendo GameCube | 53/100 (PS2), 58/100 (Xbox), 54/100 (GameCube) |      |
| CONAN                                                    | 2007   | PlayStation 3, Xbox 360                | 69/100                                         |      |
| Zombie Apocalypse                                        | 2009   | PlayStation 3, Xbox 360                | 61/100 (PS3), 66/100 (Xbox 360)                |      |
| ガチンコヒーローズ                                       | 2011   | PlayStation 3 (PlayStation Move)       | 53/100                                         |      |
| RESISTANCE −アメリカ最後の抵抗−                          | 2012   | PlayStation Vita                       | 60/100                                         |      |
| コール オブ デューティ ブラックオプス ディクラシファイド | 2012   | PlayStation Vita                       | 33/100                                         |      |